# Paraleucilla
Genre
Paraleucilla est un genre d'éponges de la famille Amphoriscidae. Les espèces de ce genre sont marines. L'espèce type est Paraleucilla cucumis.

## Liste d'espèces
Selon World Register of Marine Species (22 février 2017) :
- Paraleucilla crosslandi (Row, 1909)
- Paraleucilla cucumis (Haeckel, 1872)
- Paraleucilla dalmatica Klautau, Imesek, Azevedo, Plese, Nikolic & Cetkovic, 2016
- Paraleucilla incomposita Cavalcanti, Menegola & Lanna, 2014
- Paraleucilla magna Klautau, Monteiro & Borojevic, 2004
- Paraleucilla oca Cavalcanti, Menegola & Lanna, 2014
- Paraleucilla perlucida Azevedo & Klautau, 2007
- Paraleucilla princeps (Row & Hozawa, 1931)
- Paraleucilla proteus (Dendy, 1913)
- Paraleucilla saccharata (Haeckel, 1872)
- Paraleucilla solangeae Cavalcanti, Menegola & Lanna, 2014
- Paraleucilla sphaerica Lanna, Cavalcanti, Cardoso, Muricy & Klautau, 2009